# Gnathopraxithea sarryi
Gnathopraxithea sarryi is een keversoort uit de familie boktorren (Cerambycidae). De wetenschappelijke naam van de soort is voor het eerst geldig gepubliceerd in 1986 door Seabra & Tavakillian.